# Grenze zwischen Tansania und Uganda

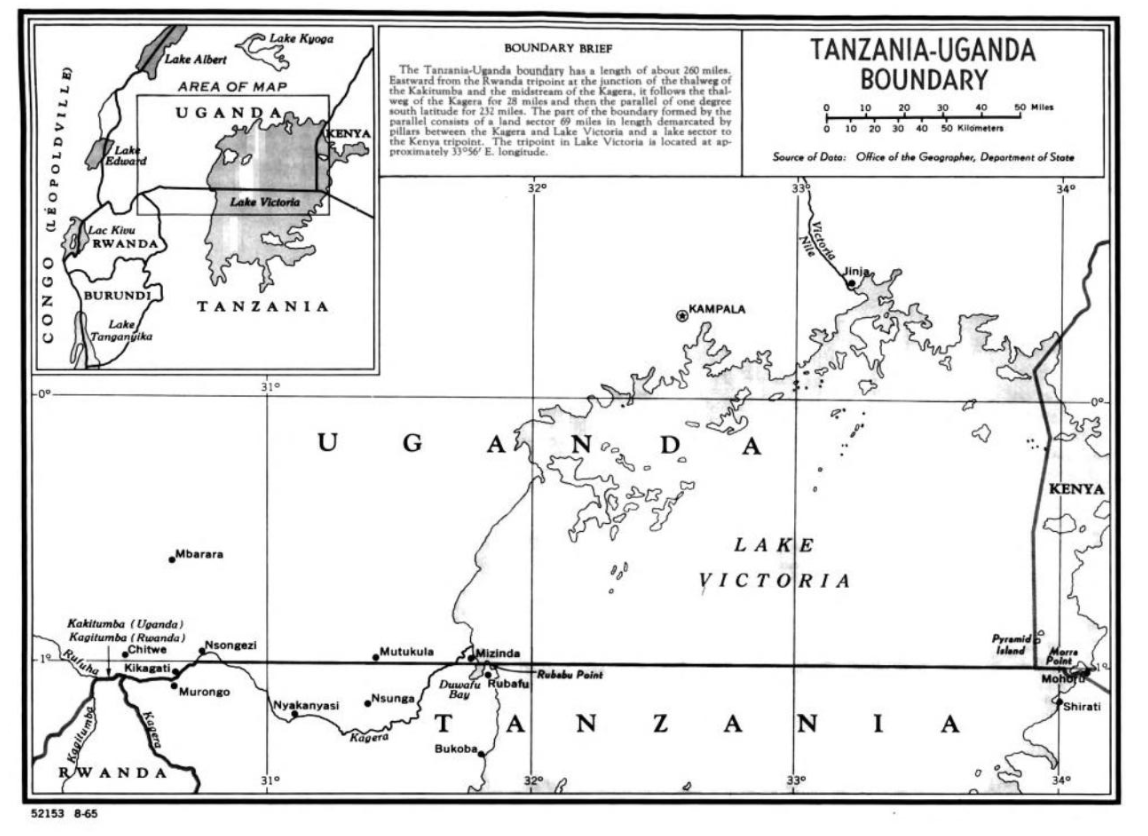
Karte des Grenzverlaufs

Die Grenze zwischen Tansania und Uganda trennt als internationale Landgrenze diese beiden Staaten. Die Länge der Grenze wird mit 391 oder 396 km angegeben. Die Grenze verläuft vom Dreiländereck mit Ruanda zum Dreiländereck mit Kenia.

## Geschichte
In Uganda wurde 1894 das Königreich Buganda zu einem Protektorat des Vereinigten Königreichs. Im Folgejahr wurde Britisch-Ostafrika errichtet, das auch Kenia umfasste. Das britische Herrschaftsgebiet im heutigen Uganda wurde in der Folge auf das ganze Land ausgeweitet, jedoch blieb das Königreich Buganda als Protektoratsstaat erhalten. Am 8. Oktober 1962 wurde Uganda unabhängig. Von 1971 bis 1979 stand es unter dem brutalen Regime von Idi Amin, der nach einem Krieg mit Tansania gestürzt und durch seinen Vorgänger Milton Obote abgelöst wurde, bis dieser 1986 gestürzt wurde.
1886 stimmten das Vereinigte Königreich und das Deutsche Kaiserreich ihre Interessengebiete in Ostafrika ab. 1890 wurde der Vertrag zwischen dem Deutschen Reich und dem Vereinigten Königreich über die Kolonien und Helgoland (sogen. Helgoland-Sansibar-Vertrag) geschlossen, in dessen Artikel 1 das deutsche Einflussgebiet durch den 1. südlichen Breitengrad begrenzt und damit Uganda und Kenia dem Vereinigten Königreich zugeordnet wurden. Ein Vertrag zwischen König Mwanga II. und dem deutschen Kolonialisten Carl Peters erlangte keine Bedeutung.
Als Ergebnis des Ersten Weltkriegs kam der größte Teil Deutsch-Ostafrikas als Mandatsgebiet des Völkerbunds im Vertrag von Versailles unter die Verwaltung des Vereinigten Königreichs und wurde fortan als Tanganjika bezeichnet. Das Völkerbundsmandat setzte sich nach 1945 bis zur Unabhängigkeit Tanganjikas im Jahr 1961 als UN-Mandat fort. 1964 erfolgte der Zusammenschluss mit Sansibar zur Vereinigten Republik Tansania.

## Grenzverlauf

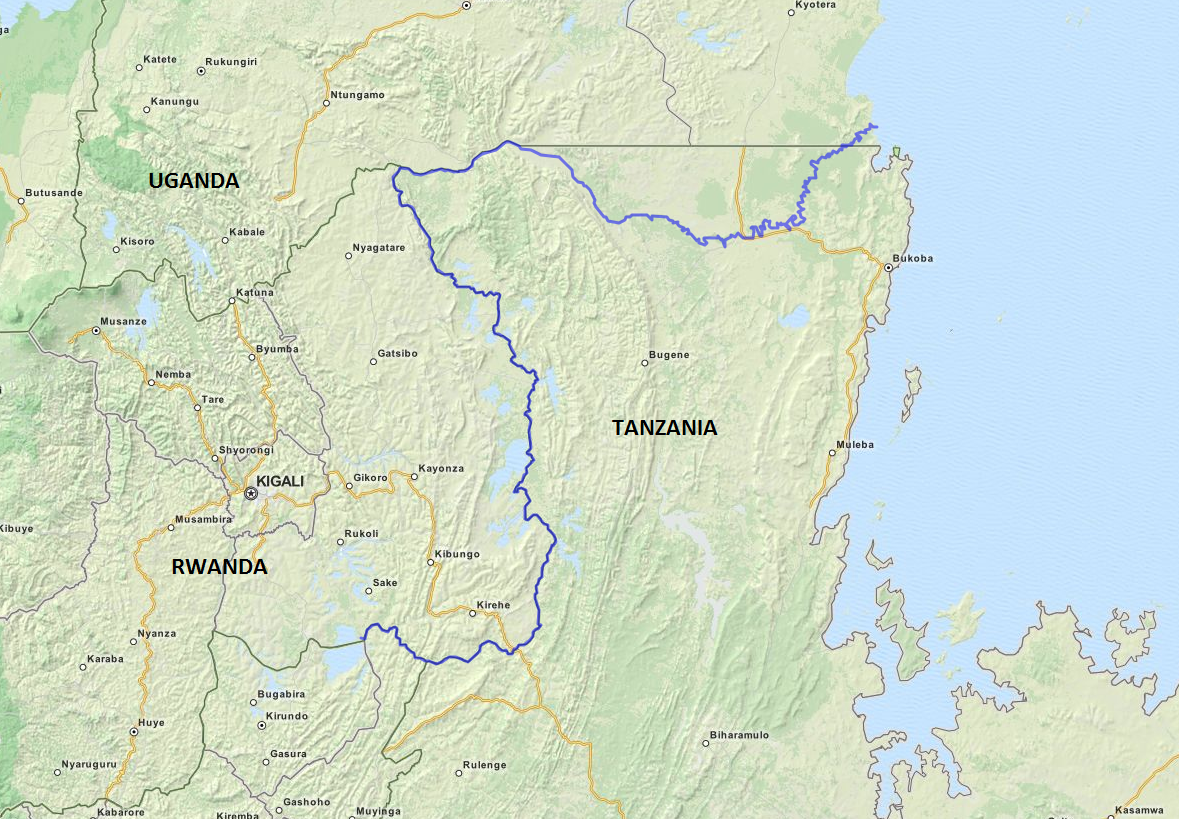
Der Kagera und Grenzverlauf westlich des Victoriasees

Die Grenze führt vom Dreiländereck mit Ruanda (1°37′48″S, 30°28′48″O) über 60 km den Fluss Kagera von dessen Zusammenfluss mit dem Muvumba (auch Kagitumba), der im Unterlauf die Grenze zwischen Uganda und Ruanda bildet, entlang nach Osten. Über weitere 340 km folgt sie geradlinig dem 1. südlichen Breitengrad (Grenzübergang in Mutukula (Tansania)). Die geradlinige Grenze verläuft überwiegend durch den Victoriasee und endet im See am Dreiländereck mit Kenia (0°59′24″S, 33°55′48″O).